# Bobrowce
Bobrowce (prononciation : [bɔˈbrɔft͡sɛ]) est un village polonais de la gmina de Mszczonów dans le powiat de Żyrardów de la voïvodie de Mazovie dans le centre-est de la Pologne.
Il se situe à environ 14 km au sud-est de Mszczonów (siège de la gmina) , 24 km au sud-est de Żyrardów (siège du powiat) et à 48 km au sud-ouest de Varsovie (capitale de la Pologne).
Le village compte une population de 263 habitants en 2012.

## Histoire
De 1975 à 1998, le village appartenait administrativement à la voïvodie de Skierniewice.